# FlashPix
FlashPix — формат файлов для хранения растровой графики, позволяющий сохранять изображение в нескольких разрешениях в одном файле. Несмотря на то, что в таком случае размер файла будет даже больше, чем при использовании TIFF, это позволяет добиться уменьшения объёма передаваемых данных и времени загрузки, так как по запросу браузера отправляется только одно изображение, соответствующее текущему разрешению монитора.
FlashPix разработан компанией Live Picture на основе формата IVUE. По её предложению он был принят в 1995 году консорциумом, в который входили также Eastman Kodak, Microsoft, Hewlett-Packard.

## Описание
Файлы в формате FlashPix имеют расширение .fpx и используют формат NoSQL для хранения иерархических данных в одном файле. При сохранении файла размер каждого следующего изображения уменьшается в два раза до тех пор, пока он не станет меньше одной плитки (англ. tile), размер которой по умолчанию равен 64x64 пиксела. Каждая плитка имеет свой алгоритм сжатия (например, LZH, JPEG, RLE), а каждый пиксел — свою глубину цвета.